# Stenograpta stenoptera
Stenograpta stenoptera är en fjärilsart som beskrevs av Shigero Sugi 1959. Stenograpta stenoptera ingår i släktet Stenograpta och familjen nattflyn. Inga underarter finns listade i Catalogue of Life.